# Koninklijk Poppentheater Toone

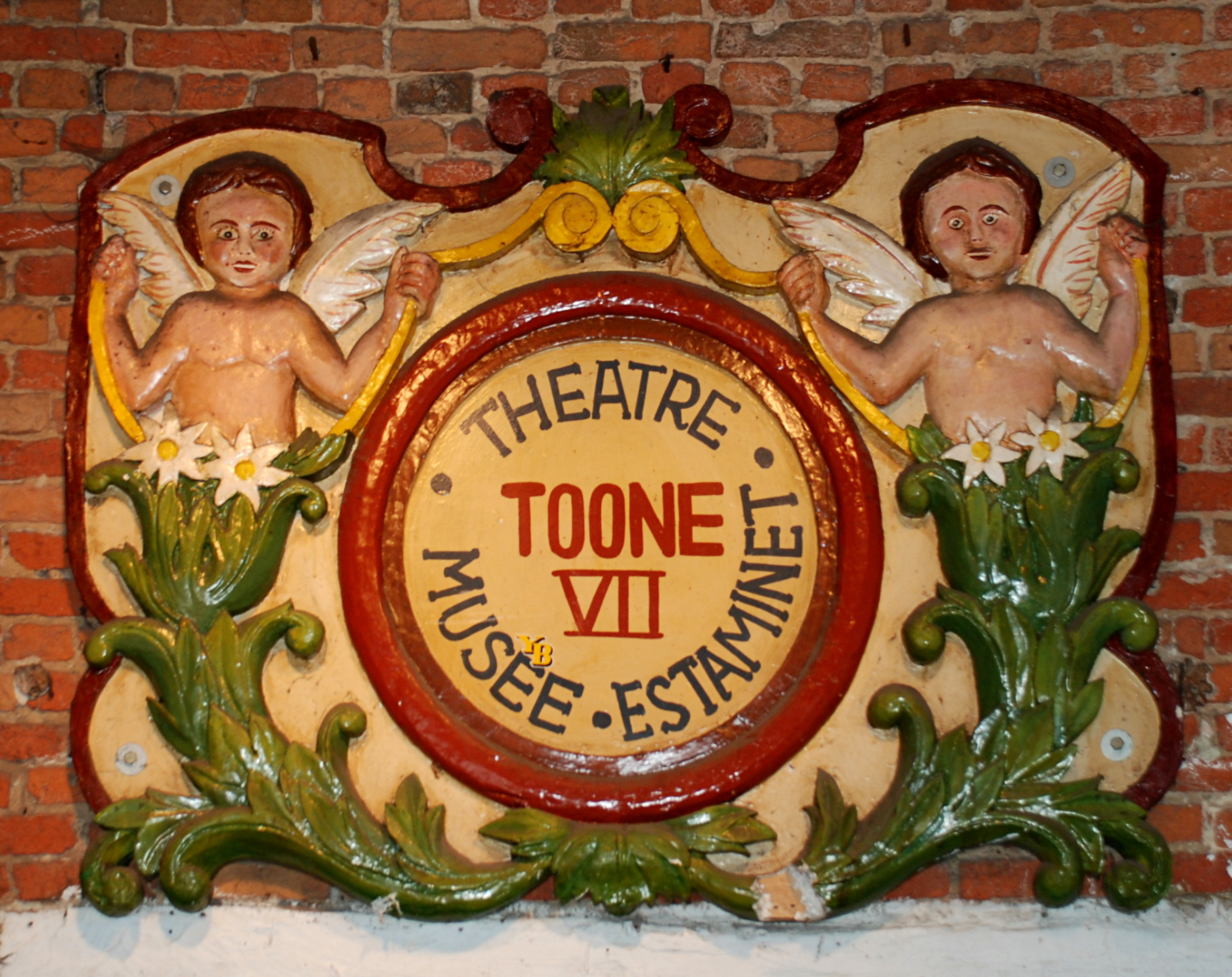
Koninklijk Poppentheater Toone

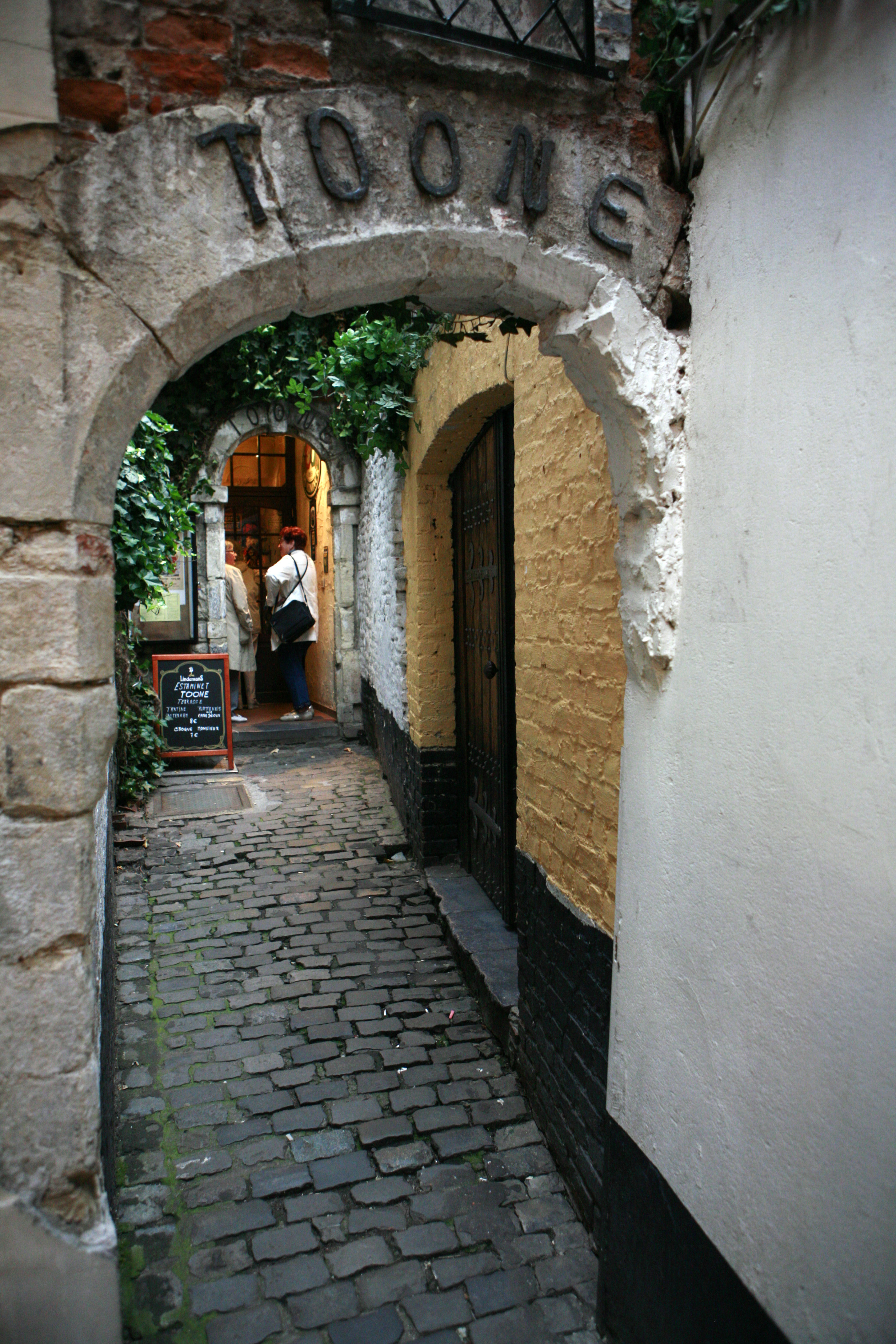
Aan het einde van de Schuddeveldgang ligt het Marionettentheater

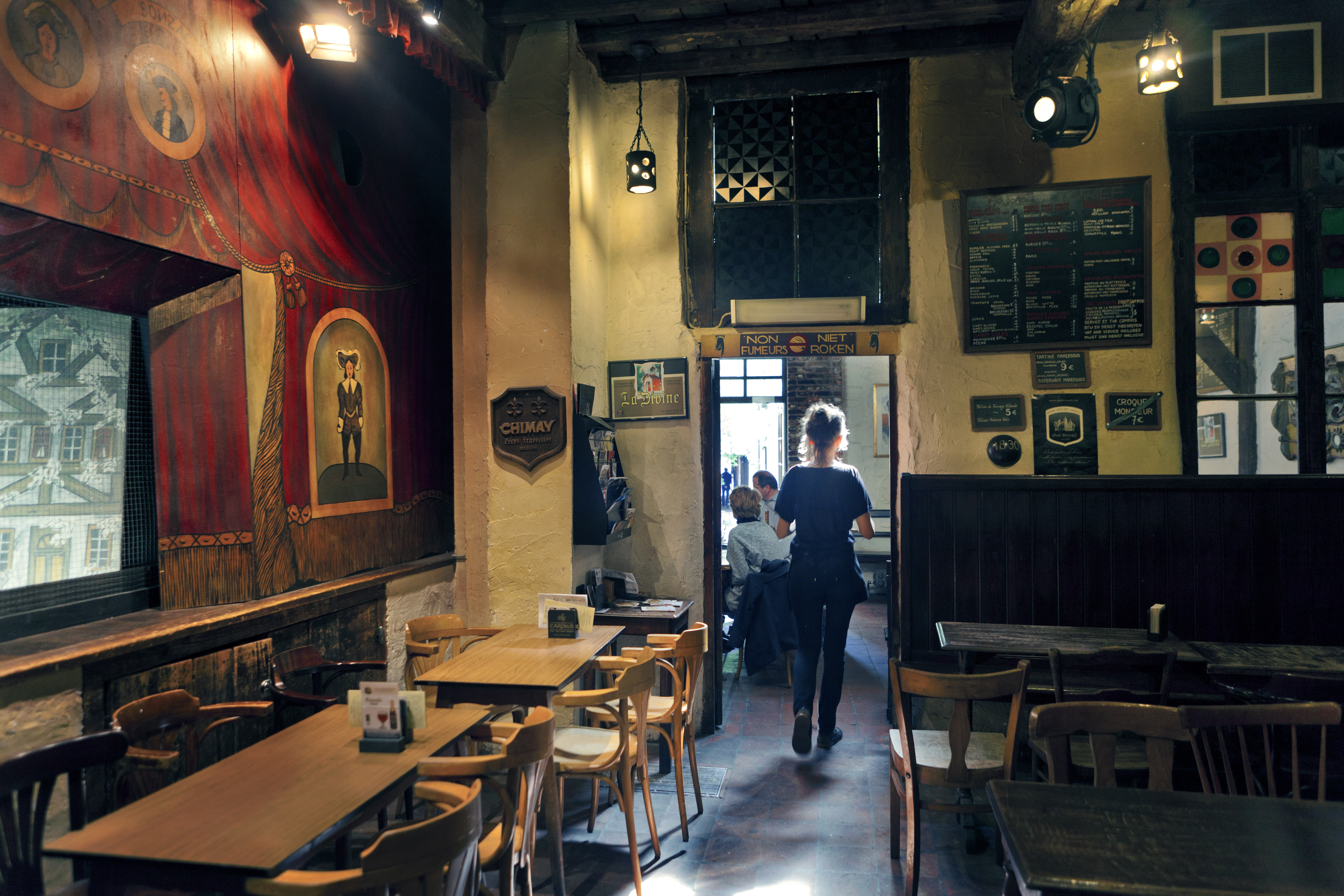
Zicht op het interieur

Het Koninklijk Poppentheater Toone is een poppentheater in Brussel, in de Beenhouwersstraat (Brussel), op een boogscheut van de Grasmarkt.

## Geschiedenis
Tijdens de Spaanse bezetting van de Nederlanden in de zestiende eeuw werden alle theaters gesloten om te voorkomen dat de acteurs satirische stukken opvoerden gericht tegen de Spaanse overheersers. Als gevolg hiervan kwamen poppenvoorstellingen in zwang: men kon de felle dialogen gemakkelijker door de vingers zien als ze werden uitgesproken door levenloze poppen. Omstreeks 1830 opende Antoine "Toone" Genty (1804-1890) in deze traditie een poppentheater, toen in de Marollen. Dit volksvermaak bestaat nog en is uitgegroeid tot het Koninklijk Poppentheater Toone. Na Genty zouden ook zijn (niet-verwante) opvolgers zich Toone (Antoine) noemen. In 2003 trad de achtste 'generatie' aan. Het Theater heeft een Europees Erfgoedlabel en staat dus op de Europese Erfgoedlijst.

## Werkwijze
Klassieke werken worden uitgevoerd met houten marionetten, de zogenaamde poesjenel. Voertalen zijn Nederlands, Frans of Engels, steeds doorspekt met het Brusselse dialect.

## Gebouw
Het poppentheater is sinds 1966 dankzij de inspanningen van  José Géal ofwel Toone VII gesitueerd aan het einde van de Schuddeveldgang nabij de Grote Markt. De muurankers op de voorgevel dateren het huis: 1696. De bepleisterde barokke gevel is kenmerkend voor de bouwcampagne na het Bombardement op Brussel. Het interieur toont de oorspronkelijke draagstructuur met moer- en kinderbalken. Het pand werd gerestaureerd in 1979 en is sinds 2001 beschermd als monument. Het theater bevindt zich op de bovenste verdiepingen van het gebouw, gelijkvloers is een café. In het bijbehorende museum zijn oude poppen te zien, waaronder exemplaren uit de 19de eeuw.

## Galerij

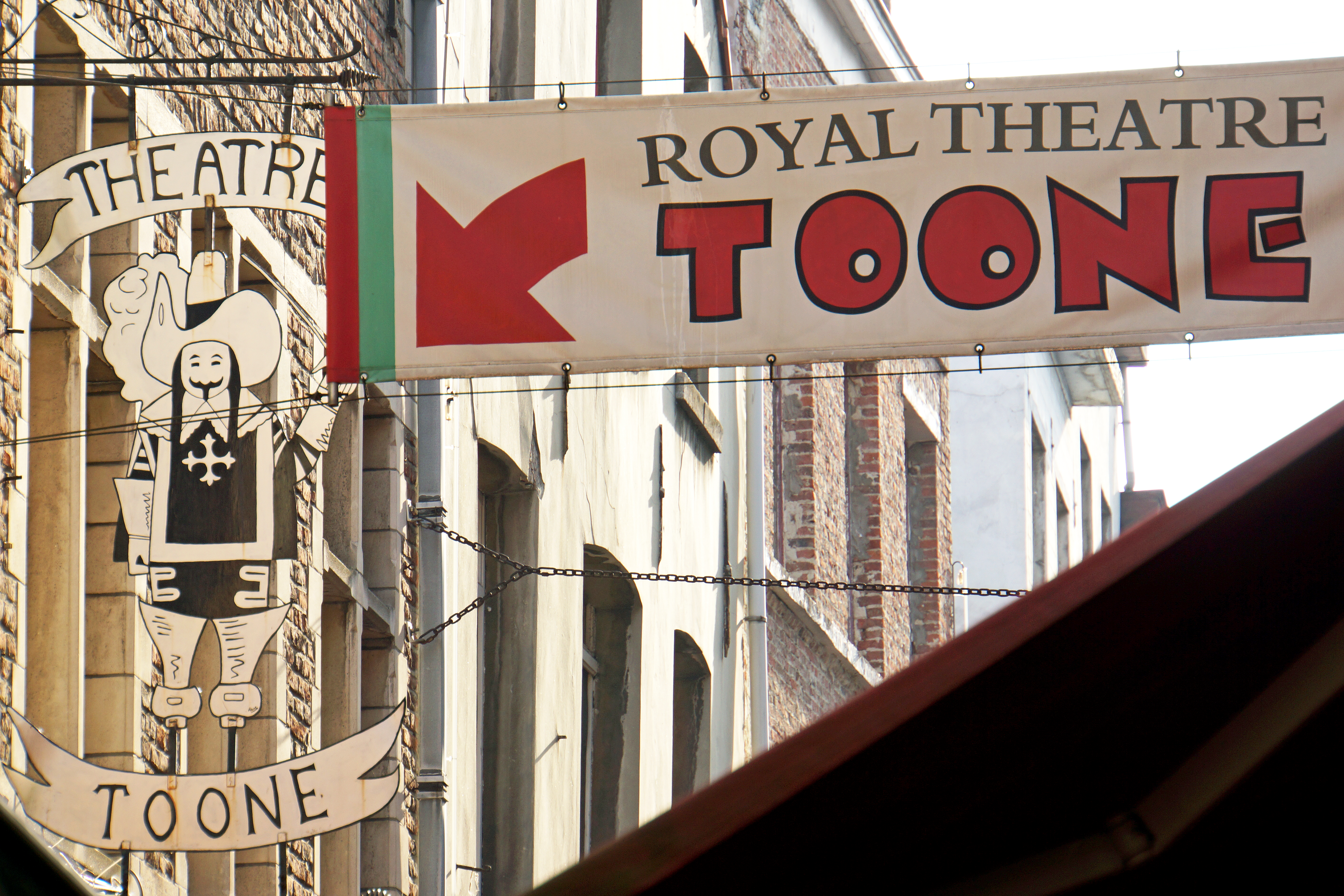
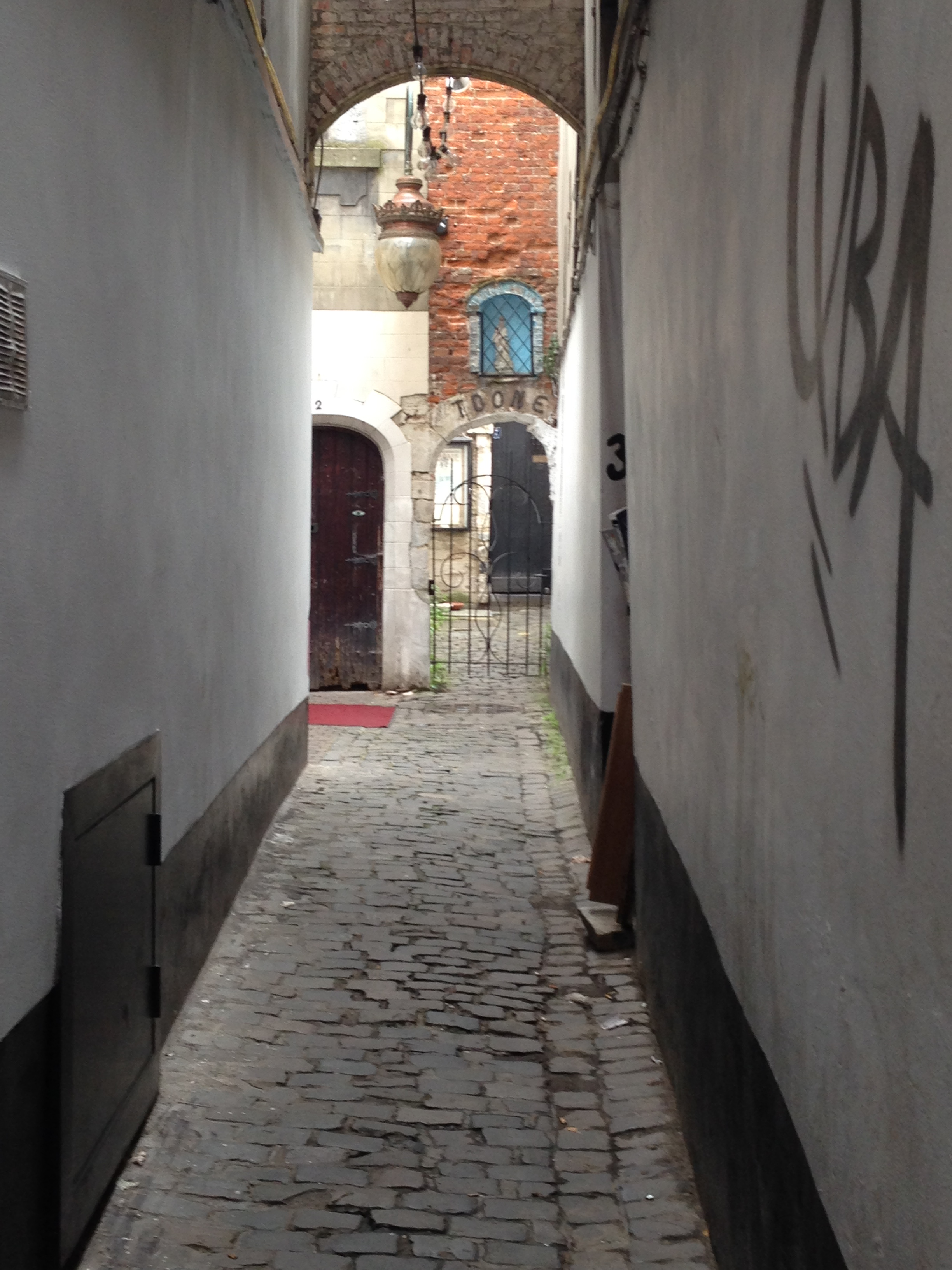
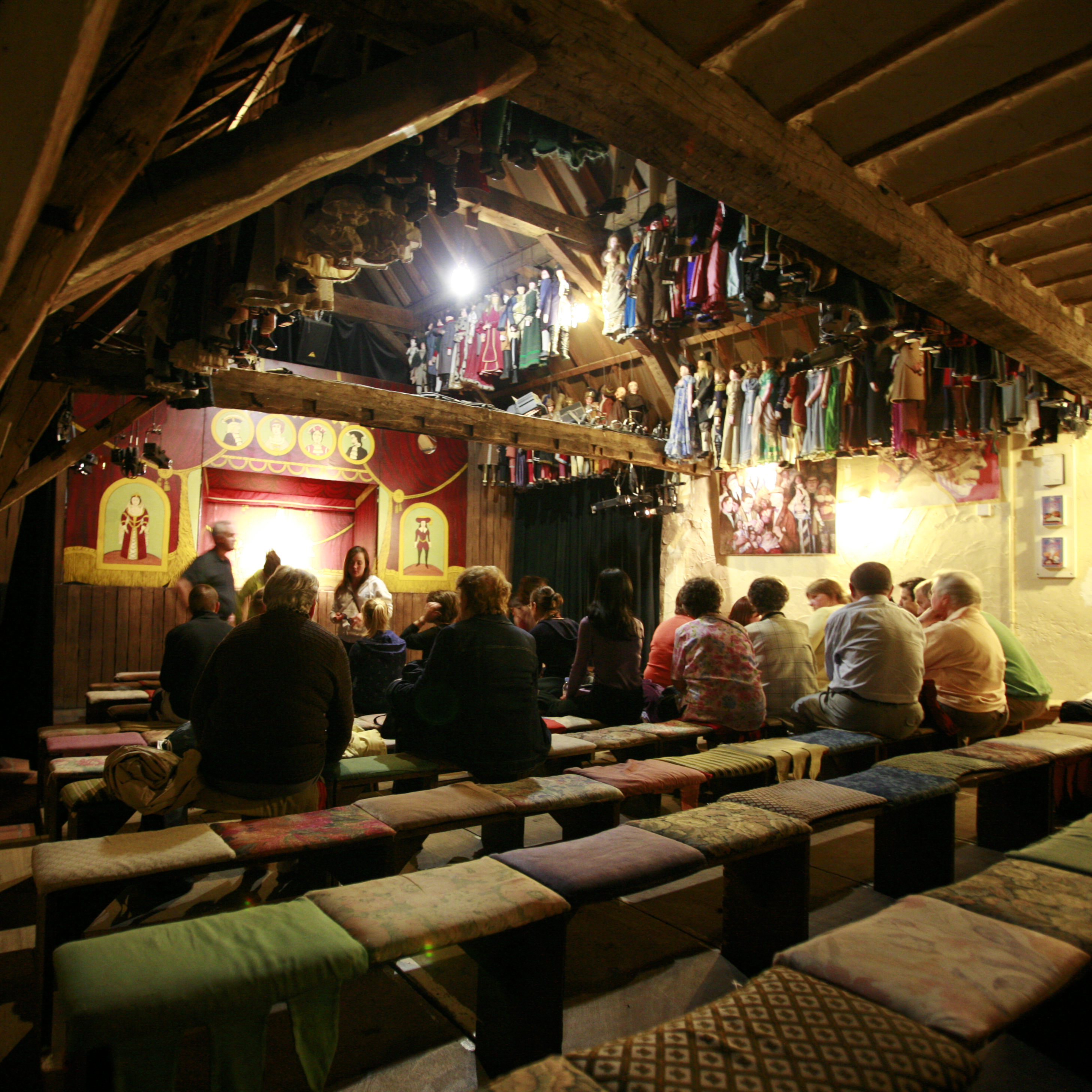
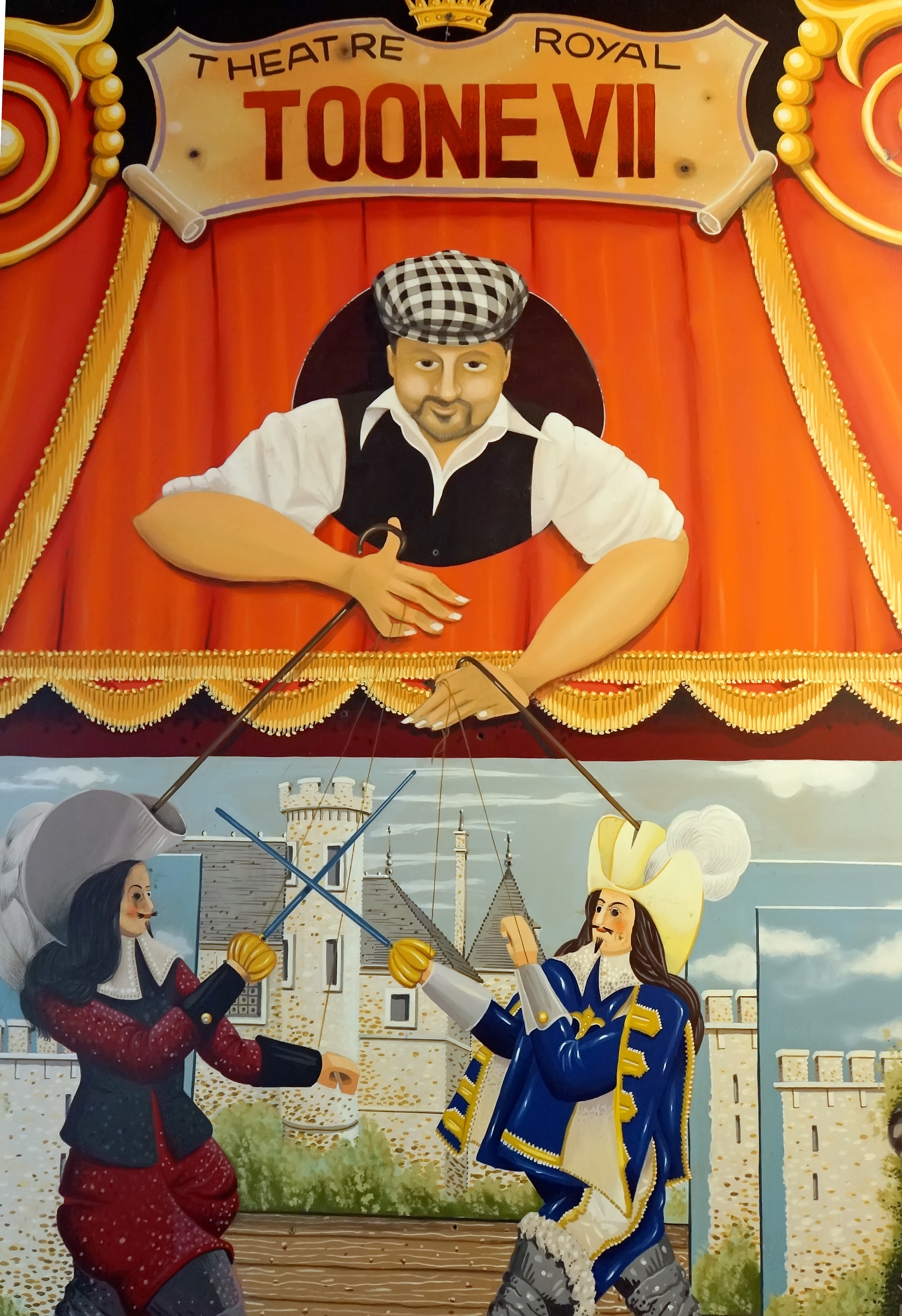
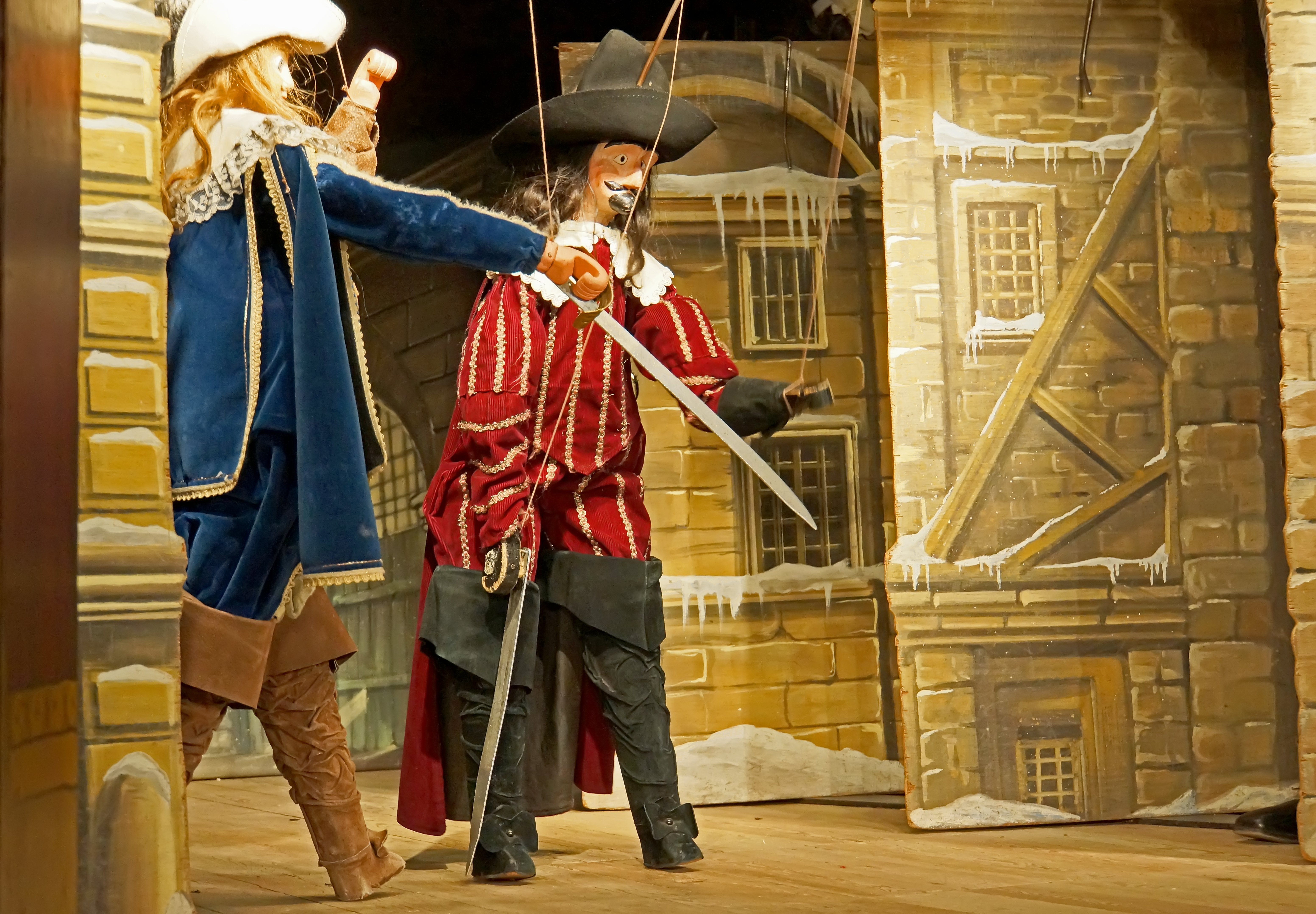
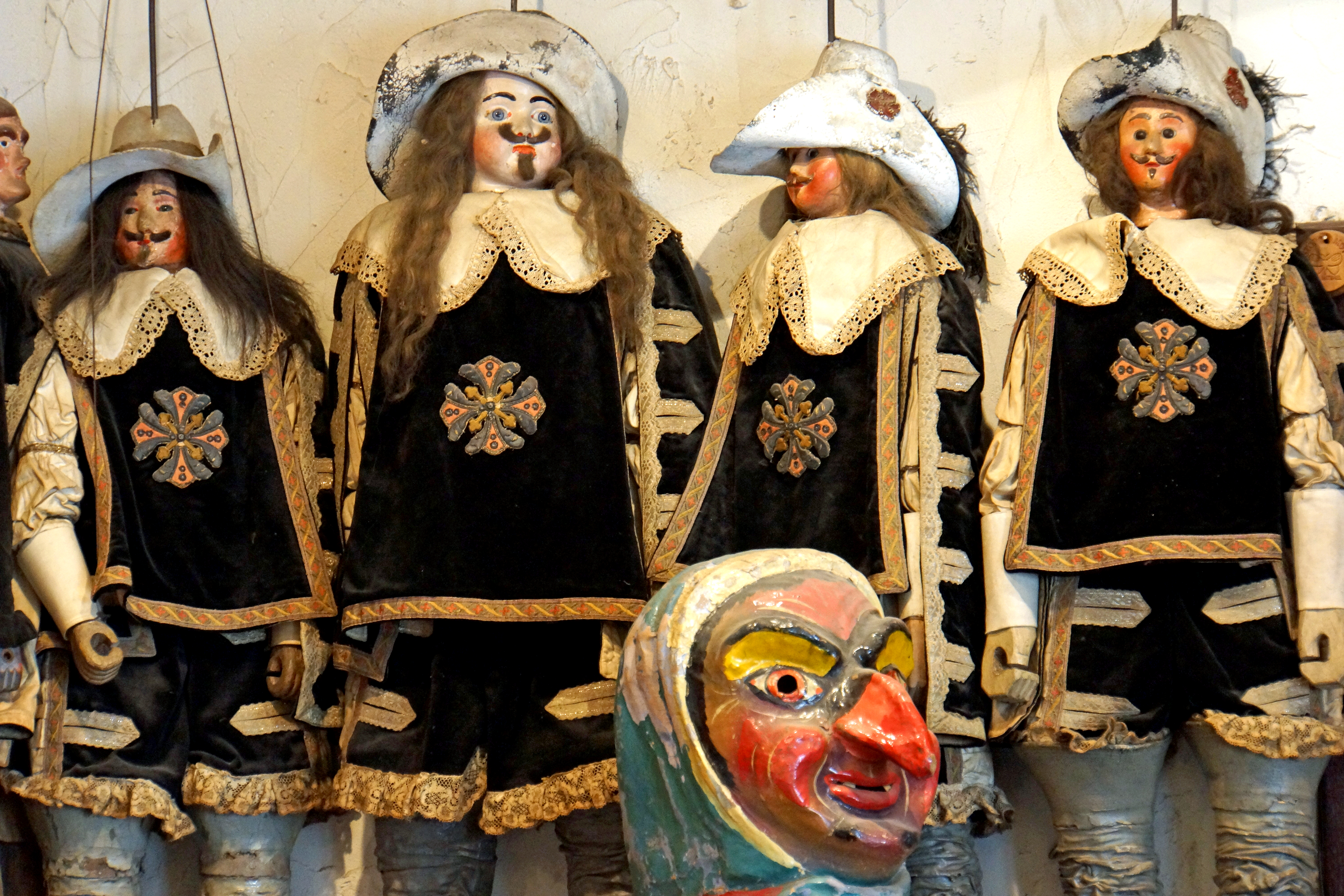
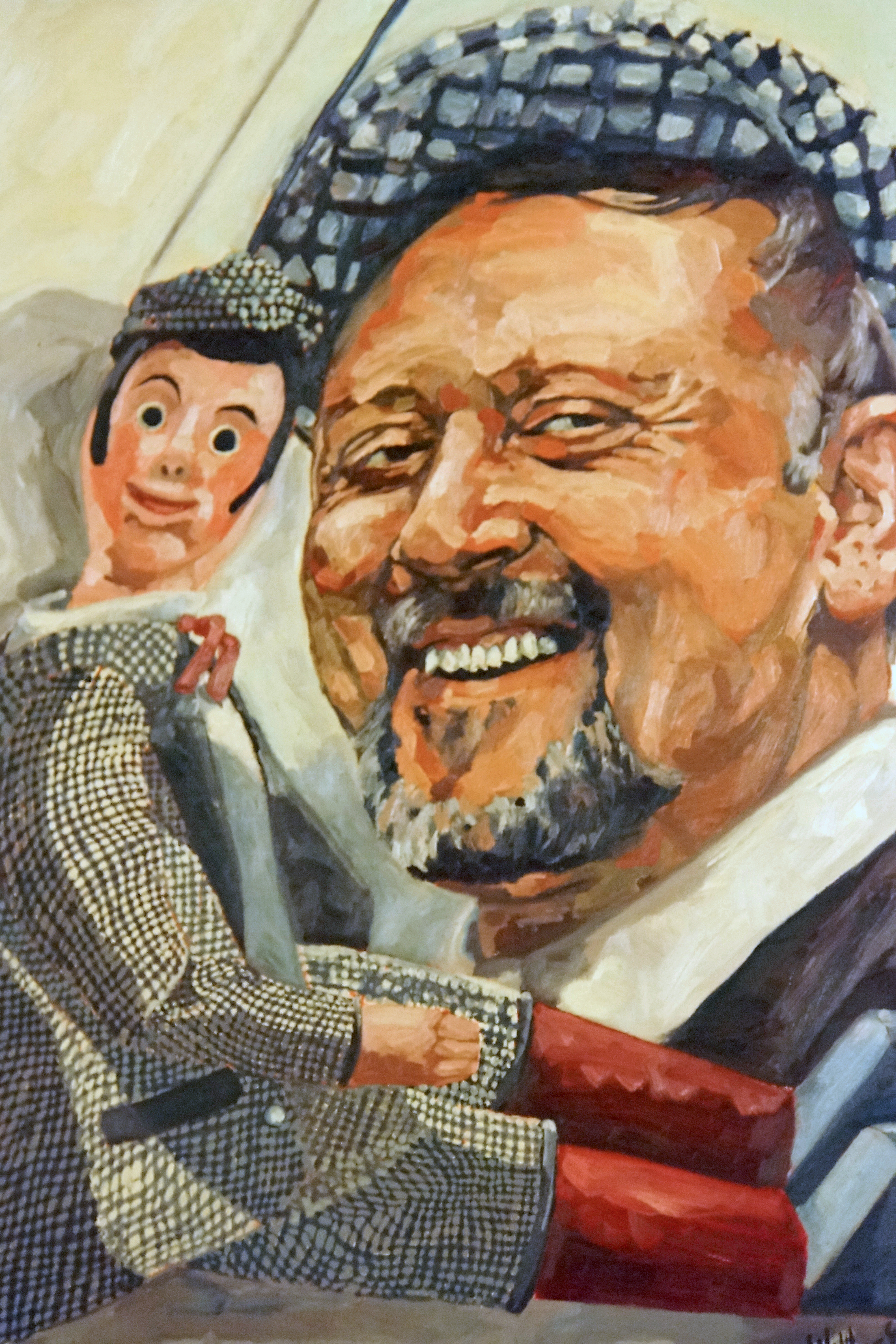
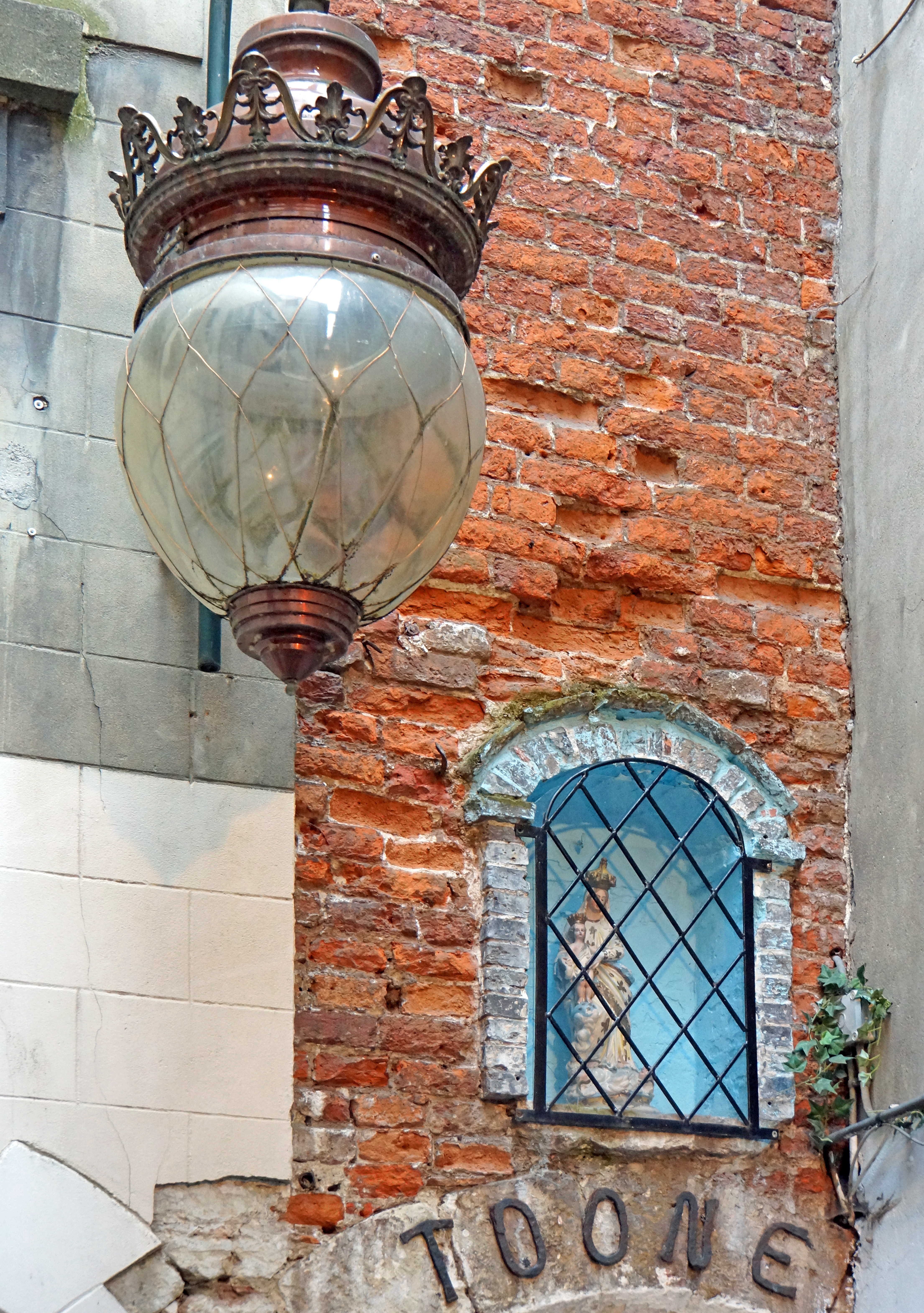